# Yemenia

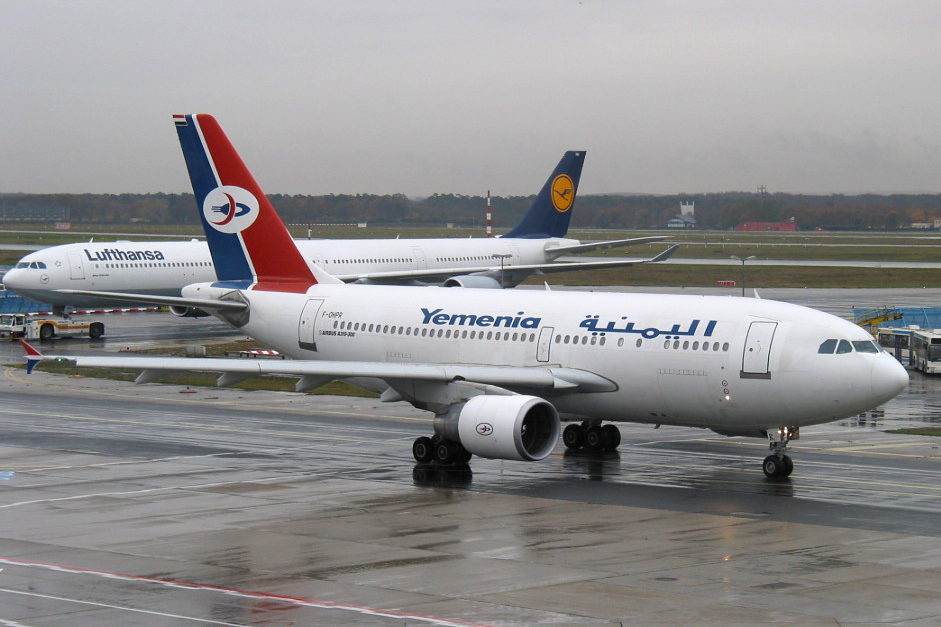
Airbus A310 w barwach Yemenia

Yemenia – jemeńska narodowa linia lotnicza z siedzibą w Sanie. Ma połączenia z Afryką, Azją i Europą. Głównym hubem jest Port lotniczy Sana.
Należy do sojuszu Arab Air Carriers Organization.
W maju 2025 Siły Powietrzne Izraela dwukrotnie zbombardowały port lotniczy w Sanie, niszcząc przy tym 4 z 7 ówczesnych samolotów Yemenia. Były to 3 Airbus A320 i Airbus A330.

## Flota
Według stanu na lipiec 2025 flota Yemenia składała się z 3 samolotów pasażerskich o średnim wieku 15,1 lat:
| Samolot         | Samolot | Samolot   | Liczba miejsc | Liczba miejsc | Liczba miejsc | Uwagi |
| Model           | Aktywne | Zamówione | B             | E             | Łącznie       | Uwagi |
| --------------- | ------- | --------- | ------------- | ------------- | ------------- | ----- |
| Airbus A320-200 | 3       | –         | 12            | 138           | 150           |       |
| Łącznie         | 3       | 0         |               |               |               |       |